# Ragnar Granit
Ragnar Arthur Granit (Riihimäki, 30 oktober 1900 – Stockholm, 12 maart 1991) was een Fins-Zweedse wetenschapper en Nobelprijswinnaar. In 1967 won hij samen met Haldan Keffer Hartline en George Wald de Nobelprijs voor Fysiologie of Geneeskunde voor het beschrijven van de verschillende typen van lichtgevoelige cellen in het oog, en hoe het licht op die cellen inwerkt.

## Biografie
Granit werd geboren nabij Helsinki als oudste zoon van Albertina ("Bertie") Helena Malmberg en Arthur Wilhelm Granit. Omdat beide ouders afkomstig waren uit Zweden bezocht hij een Zweedse basisschool in Helsiki. In 1918 vocht Granit mee in de Finse Burgeroorlog tegen de Russische overheersing waarvoor hij met het Fins Vrijheidskruis werd onderscheiden. Het jaar erop ging hij naar de Universiteit van Helsinki met de bedoeling om er experimentele psychologie te studeren, maar kwam tot de conslusie dat een artsenopleiding een betere keuze was.
Hij studeerde in 1927 af aan de faculteit Medicijnen van de Universiteit van Helsinki. In 1928 reisde hij naar Universiteit van Oxford, waar hij onder Charles Scott Sherrington de technieken van de neurofysiologie eigen maakte. Vervolgens ging hij naar de Universiteit van Pennsylvania waar hij Hartline en Wald voor het eerst ontmoette. In 1935 keerde hij terug naar Helsinki, van 1935 tot 1940 was hij professor aan de universiteit.
Toen Finland in 1940 tijdens de Winteroorlog het doelwit werd van een aanval van de Sovjet-Unie, vluchtte Granit naar Zweden. In 1941 kreeg hij de Zweedse nationaliteit zodat hij door kon gaan met zijn onderzoek, en in Zweden kon blijven wonen zonder zich zorgen te hoeven maken om de oorlog.
Na de oorlog woonde Granit afwisselend in Zweden en Finland. Bij het winnen van de Nobelprijs verklaarde hij ook dat de prijs voor 50% toebehoorde aan Zweden, en voor 50% aan Finland.
Granit was van 1963 tot 1965 voorzitter van de Koninklijke Zweedse Academie van Wetenschappen. Behalve met een Nobelprijs is hij geëerd met acht ere-doctoraten en diverse andere prestigieuze prijzen.
Hij was gehuwd met Baroness Marguerite ("Daisy") Emma Bruun; uit het huwelijk werd een zoon geboren, Michael Granit.

## Werk
Van 1920 tot ongeveer midden jaren 1940 ging Granits aandacht uit naar het menselijk oog en de visuele waarneming. Zijn werk begon met de psychofysica en eindigde met elektrofysiologisch onderzoek. Met behulp van geavanceerde elektrodes kon Granit de elektrische impulsen van de zenuwcellen van het netvlies bestuderen en toonde hij aan dat in het oog verschillende soorten kegeltjes zijn (cellen die kleurenvisie mogelijk maken) en dat deze gevoelig zijn voor licht van drie verschillende golflengtes. De meeste optische zenuwvezels ("dominatoren") zijn gevoelig voor het hele lichtspectrum, terwijl slechts enkele andere ("modulatoren") reageren op een smalle golflengte van licht en kleurspecifiek zijn. Hij bewees ook dat licht zowel impulsen langs de oogzenuw kon afremmen als stimuleren. In 1950 isoleerde George Wald de drie kegelpigmenten en leverde hiermee het biochemisch bewijs voor de theorie van Granit van spectrale gevoeligheid van de drie soorten kegelcellen (rood, groen en blauw). Dit leverde de eerste biologische demonstratie ter ondersteuning van de driekleurtheorie van Young-Helmholtz. Zijn boek Sensory Mechanisms of the Retina (1947) is een klassiek werk op het gebied van de retinale elektrofysiologie.
Na 1947 verlegde hij zijn wetenschappelijke aandacht naar onder meer de motorische zenuwen die de spieren aansturen, waaronder spierzintuigen, de spierspoeltjes en pezen. Hij hielp bij het bepalen van de neurale paden en processen waarmee deze interne receptoren de spieractie reguleren en coördineren.